# Nelson Muntz
Nelson Mandela Muntz (anteriormente llamado Nelson Ruffino o Nelson Motta o Nelson Moños, en las primeras temporadas en el doblaje hispanoamericano) es un personaje de la serie animada de televisión Los Simpson. El doblaje en inglés lo hace Nancy Cartwright y en Hispanoamérica, lo realizó por primera vez Benjamín Rivera, y poco después se alternó con Sergio Bonilla, quien finalmente lo sustituyó y quien a su vez fue reemplazado por Moisés Iván Mora, Eduardo Garza, Carlos Amador III, Edson Matus, y Hugo Núñez. En España es doblado por Laura Palacios, quién en las primeras temporadas fue sustituida por Chelo Vivares y Celia Ballester.
Posiblemente es uno de los personajes más oscuros y complejos de la serie. Refleja a los niños pobres de familias rotas de Estados Unidos. Su padre le abandonó (diciendo: "Voy a comprar cigarros"). En otras ocasiones se ha dicho que el padre de Nelson está en prisión. Su madre apenas le toma en cuenta y se ha sugerido varias veces que trabaja como prostituta o bailarina exótica. Es fuerte, abusón, le encanta golpear y fastidiar a los demás. Su obvia delincuencia proviene de su interés por las armas de fuego y su gusto por la destrucción. Aun así, hay datos que muestran que Nelson es un personaje hasta cierto punto gentil, estrangulado por la desesperanza de su vida y con un posible mal futuro.

## Perfil
En realidad se llama Nelson Banks, pero los guionistas consideraron que este apellido estaba demasiado trillado. Su primera aparición fue en el episodio Bart the General. Un rasgo importante de él es su satisfacción por las desgracias de los demás, acompañada de su desagradable risa "¡Haw-Haw!" o hacer a su víctima pegarse a sí misma. Su familia, debido a su disfuncionalidad, es inconsciente de sus acciones. Una vez mencionó que tenía una hermana, pero también dijo que podría haber fallecido.
A pesar de su mal carácter, es un niño sensible en el fondo, aficionado a la gastronomía y buen estudiante, aunque sólo levanta la mano cuando se aburre. Llegó a salir con Lisa, con quien tuvo su primer beso.
En uno de los capítulos de la temporada 18 Nelson tomó por un tiempo como mejor amigo a Bart, pero luego se arrepintió y todo terminó como si no hubiera pasado nada.

## Relaciones personales
Generalmente se le muestra como amigo de los otros abusones de la escuela (Jimbo Jones, Dolph y Kearney); además de siempre estar molestando y golpeando a los que son más pequeños que él como Milhouse o Martin Prince. También se ha mostrado en ocasiones como amigo de Martin (en el episodio I'm Spelling as Fast as I Can, donde Nelson pasó el verano en el campamento espacial) y de Bart, nombrándole este en una ocasión como su segundo mejor amigo, aunque en capítulos más antiguos lo trata como un debilucho más, llegando a describirlo como "¡Ah, Bart Simpson! Cabello en puntas, riñones suaves, siempre golpeándose".

## Familia
El padre de Nelson aparece en el capítulo Bart Star como un hombre joven en motocicleta; luego en posteriores episodios se dice que era un hombre viejo que un día salió a comprar cigarrillos y jamás regresó. En Sleeping With the Enemy Bart lo encuentra: Cuando fue a comprar los cigarrillos comió una barra con cacahuete. Y se transforma en una especie de hombre elefante, cuando un director de circo se lo lleva a un circo como monstruo, y no lograba recuperarse porque la gente le arrojaba maní (o cacahuetes). En Sleeping With the Enemy, Nelson menciona tener una hermana, aunque cree que ya está muerta. Y en Skinner's Sense of Snow él mismo dice que proviene de esquimales.
Su padre le dejó tras haber dicho que "fue a comprar cigarrillos", pero nunca volvió. Por lo tanto, Nelson ha llegado a alucinar con él. Aun así, su padre sigue reapareciendo en la serie. En un episodio es su entrenador de fútbol. En la 16.ª temporada, regresa a casa pero vuelve a irse, al comprar una chocolatina, que no sabía que tenía cacahuetes/maníes. Esto le produce alergia, que le hace parecerse a Joseph Merrick, y se ve obligado a irse a vivir a un circo.
También se ha visto al abuelo de Nelson en el capítulo Raging Abe Simpson and His Grumbling Grandson in "The Curse of the Flying Hellfish" de la séptima temporada, donde aparece en la Escuela Primaria de Springfield. Es un juez que había dictado su 47.ª pena de muerte.

## Futuro
En el episodio Future-Drama se ve a Sherry y Terry esperando hijos concebidos con Nelson, siendo así el padre de dos juegos de gemelos; después de esto finge que va a buscar cigarrillos y huye de su familia al igual que lo hizo su padre.
En el episodio Bart to the Future, Nelson es dueño de un bar, se ve que es rico y por medio de un holotelegrama le ofrece a Bart y a Ralph presentarse pero que solo le puede pagar con palomitas de maíz. Ellos se presentan pero cantan tan desafinados que el público donde aparecen Lenny y Carl, con una avanzada edad y le tiran basura, mientras tanto al otro lado de la sala en una especie de oficina con Willie y Nelson encienden una especie de campo de fuerza para evitar que los objetos lanzados por el público golpeen a Bart y Ralph.